# Ovidiu Hanganu
Ovidiu Cornel Hanganu (ur. 12 maja 1970 w Ghelari) – piłkarz rumuński grający na pozycji napastnika. W swojej karierze rozegrał 12 meczów w reprezentacji Rumunii i strzelił w niej 2 gole.

## Kariera klubowa
Karierę piłkarską Hanganu rozpoczął w klubie Corvinul Hunedoara. W 1986 roku awansował do kadry pierwszej drużyny. 12 października 1986 roku zadebiutował w pierwszej lidze rumuńskiej w wygranym 3:0 domowym meczu z Jiul Petroszany. Był to jego jedyny ligowy mecz w sezonie 1986/1987 w Corvinulu. Jesienią 1989 został wypożyczony na pół roku do Victorii Bukareszt. W sezonie 1990/1991 z 24 golami został królem strzelców ligi Rumunii. W 1992 roku spadł z Corvinulem do drugiej ligi.
Latem 1992 roku Hanganu przeszedł z Corvinulu do Dinama Bukareszt. W 1993 roku wywalczył z Dinamem wicemistrzostwo Rumunii, a latem 1993 wyjechał zagranicę. Został piłkarzem belgijskiego Cercle Brugge, a wiosną 1994 został wypożyczony do tureckiego Samsunsporu. Z kolei jesienią 1994 ponownie grał w Cercle Brugge.
Na początku 1995 roku Hanganu wrócił do Rumunii i został zawodnikiem Naționalu Bukareszt. W 1996 roku został z nim wicemistrzem Rumunii. Natomiast w sezonie 1996/1997, ostatnim w karierze, grał w Corvinulu Hunedoara, w drugiej lidze rumuńskiej.
| Sezon   | Klub               | Kraj    | Rozgrywki     | Mecze | Bramki |
| ------- | ------------------ | ------- | ------------- | ----- | ------ |
| 1986/87 | Corvinul Hunedoara | Rumunia | Divizia A     | 1     | 0      |
| 1987/88 | Corvinul Hunedoara | Rumunia | Divizia A     | 21    | 7      |
| 1988/89 | Corvinul Hunedoara | Rumunia | Divizia A     | 30    | 9      |
| 1989/90 | Victoria Bukareszt | Rumunia | Divizia A     | 16    | 2      |
| 1989/90 | Corvinul Hunedoara | Rumunia | Divizia A     | 14    | 3      |
| 1990/91 | Corvinul Hunedoara | Rumunia | Divizia A     | 30    | 24     |
| 1991/92 | Corvinul Hunedoara | Rumunia | Divizia A     | 22    | 6      |
| 1992/93 | Dinamo Bukareszt   | Rumunia | Divizia A     | 33    | 12     |
| 1993/94 | Cercle Brugge      | Belgia  | Eerste klasse | 7     | 0      |
| 1993/94 | Samsunspor         | Turcja  | Süper Lig     | 8     | 1      |
| 1994/95 | Cercle Brugge      | Belgia  | Eerste klasse | 15    | 5      |
| 1995/96 | Național Bukareszt | Rumunia | Divizia A     | 16    | 2      |
| 1996/97 | Corvinul Hunedoara | Rumunia | Divizia B     | 9     | 1      |

## Kariera reprezentacyjna
W reprezentacji Rumunii Hanganu zadebiutował 23 maja 1991 roku w przegranym 0:1 towarzyskim meczu z Norwegią. W swojej karierze grał w eliminacjach do MŚ 1994. Od 1991 do 1993 roku rozegrał w kadrze narodowej 12 spotkań i strzelił w nich 2 bramki.